# Cincinnati Swarm
Die Cincinnati Swarm waren ein Arena-Football-Team aus Cincinnati, Ohio, das nur ein Jahr im Arena Football operierte. Die einzige Saison absolvierten die Swarm in der af2. Ihre Heimspiele trugen sie in der U.S. Bank Arena aus.

## Geschichte
Die Swarm wurden 2002 gegründet und nahmen zur Saison 2003 am Spielbetrieb der af2 teil. Nach nur einem Jahr löste sich der Verein allerdings wieder auf.

### Saison 2003 (af2)
Die Swarm verpassten in ihrer einzigen Saison nur knapp die Playoffs. Obwohl man mit einem negativen Record abschloss, 7 Siege zu 9 Niederlagen, wurde man zweiter in der Midwest Division, verpasste aber die erste Runde der Playoffs.

## Zuschauerentwicklung
| Jahr | Zuschauerdurchschnitt |
| ---- | --------------------- |
| 2003 | 4.222                 |

Die meisten Zuschauer konnten beim ersten Heimspiel der Saison gegen die Charleston Swamp Foxes willkommen geheißen werden. Damals verfolgten 7.238 Zuschauer den 30:13-Sieg.
Das Zuschauerinteresse war ein Manko der Besitzer. Ein ähnliches Schicksal ereilte die Stadt Cincinnati mit den 2007 gegründeten Cincinnati Jungle Kats, die ebenfalls nur ein Jahr in der af2 operierten und anschließend aufgelöst wurden. Auch hier war das fehlende Zuschauerinteresse mitverantwortlich.

## Stadion
Die Swarm absolvierten ihre Heimspiele in der U.S. Bank Arena in Cincinnati. Das für Arena Football mit 14.453 Zuschauern ausgestattete Stadion wurde bereits von vielen anderen Minor-Eishockey- und Basketballvereinen genutzt.
Aktuell wird über einen Abriss, respektive Neubau der Arena nachgedacht.